# Probuzení jara (muzikál)
Probuzení jara (v anglickém originále Spring Awakening) je americký muzikál s hudbou Duncana Sheika a libretem a texty písní Stevena Satera. Příběh vychází ze stejnojmenné divadelní hry od Franka Wedekinda. Odehrává se na konci devatenáctého století v Německu a vypráví příběh o dospívajících, kteří objevují vnitřní a vnější rozvoj sexuality.
Původní broadwayská verze měla premiéru dne 10. prosince 2006 a v hlavních rolích se představili Jonathan Groff, Lea Michele, Skylar Astin a John Gallagher mladší, v režii Michaela Mayera. Původní broadwayská hra získala osm cen Tony včetně kategorií nejlepší muzikál, režisér, scénář, hudba a herec ve vedlejší roli. Uvedení také získalo čtyři ceny Drama Desk Awards a původní nahrávka muzikálu obdržela cenu Grammy.
Česká verze měla premiéru 21. listopadu 2009 na prknech Městského divadla Brno , v květnu 2015 tento muzikál také uvedlo plzeňské Divadlo Josefa Kajetána Tyla .

## Děj muzikálu

### 1. jednání
Wendla Bergmann, dospívající dívka žijící v Německu na konci devatenáctého století, si stěžuje, že ji matka nenaučila „žádný způsob jak zvládat věci“ a neřekla ji, jaké je být mladou ženou („Mama Who Bore Me“). Řekne své matce, že je načase, aby se dozvěděla, odkud se berou děti, protože se stane dvojnásobnou tetičkou. Její matka se nemůže přimět k tomu, aby jí to vysvětlila, i když ví, že Wendla je již v pubertě. Místo toho řekne Wendle, že k tomu, aby žena měla dítě, stačí, když jí její muž bude milovat z celého svého srdce. Další mladé dívky ve městě vypadají podobně nevinně a jsou rozzlobené z nedostatku informací, které se k nim dostávají („Mama Who Bore Me (Reprise)“).
Několik mladých chlapců studuje v hodině latiny básníka Vergilia. Když Moric Stiefel, velmi nervózní a impulzivní mladý muž, při čtení nechtěně přeskočí řádek, učitel ho tvrdě ztrestá. Moricův spolužák, rebelující a vysoce inteligentní Melchior Gabor, se ho snaží hájit, ale učitel ho neposlouchá a udeří Melchiora holí. Melchior přemýšlí o omezenosti školy i společnosti a vyjadřuje svůj záměr tyto věci změnit („All That’s Known“).
Moric popisuje sen, který se mu v noci zdál a Melchior si uvědomí, že Moric měl erotický sen. Moric si ale myslí, že je to známka šílenství. Melchior, který se již předtím dozvěděl o sexu z knih, se snaží Morice uklidnit a řekne mu, že všichni chlapci v jeho věku mají tyto sny. Vyhořelí chlapci mezi sebou sdílejí vlastní sexuálně frustrované myšlenky a touhy („The Bitch of Living“). Moric, kterému není příjemné o tom mluvit s Melchiorem, ho žádá, aby mu poskytl informace v písemné formě s ilustracemi.
Některé dívky se sejdou po škole a škádlí se ohledně svých představ svatby s některým z chlapců. Na prvním místě jejich seznamu je radikální, inteligentní a dobře vypadající Melchior („My Junk“). Mezitím Jenda masturbuje při sledování erotické pohlednice a Georg si představuje svou učitelku klavíru s výrazně ženskými tvary. Moric dychtivě přečetl poznatky, které mu Melchior sepsal, ale stěžuje si, že jeho nová znalost zapříčinila, že jeho sny jsou ještě živější a mučivější. Melchior se snaží svého kamaráda uklidnit, ale Moric ve frustraci uteče. Všichni chlapci a děvčata vyjadřují své touhy po fyzické intimitě („Touch Me“).

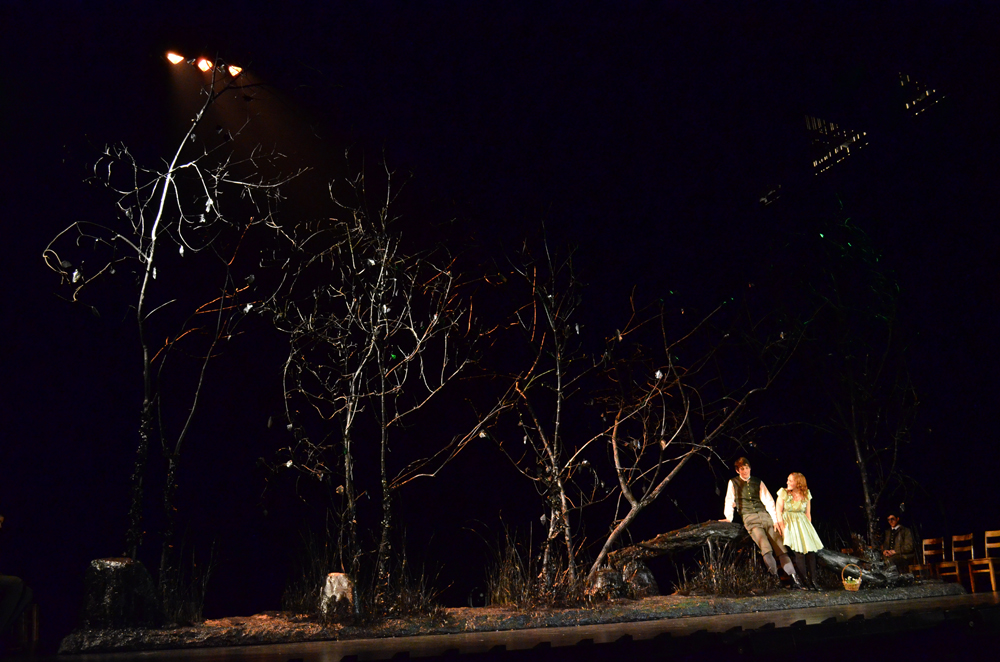
Scéna s písní „The Word of Your Body“ v uvedení Carnegie Mellon University z roku 2013

Wendla shání květiny pro svou matku a narazí na Melchiora. Společně vzpomínají na to, jak se jako děti přátelili a sednou si ke stromu. Každý z nich přemýšlí o tom, jaké by bylo poddat se fyzickým tužbám toho druhého, ale nakonec tak nečiní („The Word of Your Body“). Mezitím se Moric vplíží do školy, aby zjistil výsledky svých zkoušek a zjistí, že výsledky jsou dostačující. Nicméně učitel a ředitel, kteří se domnívají, že ne každý může projít zkouškami, se rozhodnou nechat Morice propadnout, protože jeho známky nepovažují hodné standardu školy.
Martha, jedna z dospívajících dívek, nechtěně svým kamarádkám přizná, že ji její otec fyzicky zneužívá (včetně sexuálního násilí) a její matka to ví, ale je buď lhostejná, nebo bezcitná. Ostatní dívky jsou zděšené, ale Marta je přiměje slíbit, že to nevyzradí. Bojí se, že by skončila jako její kamarádka Elsa, která nyní putuje bez domova a bez cíle, protože ji po tomto oznámení rodiče vyhodili z domu („The Dark I Know Well“). Později Wendla najde Melchiora opět na jeho místě v lese a řekne mu o Martině zneužívání. Melchior je rozhořčen. Wendla ho přesvědčí, aby ji uhodil a ona tak pochopila bolest své kamarádky. Zpočátku Melchior není ochoten něco takového udělat, ale nakonec neochotně souhlasí. Během bití se nechá unést svými vlastními frustracemi a strhne Wendlu na zem. Melchior je znechucen sám sebou, utíká a nechá na zemi ležící a plačící Wendlu. Wendla zjistí, že Melchior nechal na zemi svůj deník a vezme si ho s sebou.
Moric se dozví, že v závěrečných školních zkouškách neprošel, na což jeho otec reaguje pohrdáním a opovržením, když mu Moric řekne, že se nebude ve škole zlepšovat. Místo toho, aby se Moricův otec snažil pochopit bolest svého syna, mu vyčte, že na něj bude pohlíženo jako na někoho „jehož syn zklamal“. Moric píše dopis Melchiorově matce, jediné ze svých dospělých přátel, s prosbou o peníze na cestu do Ameriky. Ona to však odmítne a slíbí, že napíše jeho rodičům, aby na něj nebyli tak přísní („And Then There Were None“). Moric je zničený tímto odmítnutím, cítí, že mu již nezbylo mnoho možností a začne přemýšlet nad spácháním sebevraždy.
Ve vydýchaném seníku během bouře křičí zoufalý Melchior, který se cítí chycen mezi dětstvím a dospělostí („The Mirror-Blue Night“). Wendla ho opět vyhledá, řekne, že mu chce vrátit jeho deník. Oba se navzájem omlouvají za to, co se stalo předtím v lese. Nedlouho poté se začnou líbat. Wendla zpočátku odmítá jeho návrhy jít dál, ale ve skutečnosti moc nerozumí tomu, co se mezi nimi děje. Nakonec k tomu neochotně svolí, protože cítí, že je to něco jiného a silnějšího, než vše, co doposud poznala. Melchior je čím dál tím naléhavější. Přemůže její námitky, zachází dál, což nakonec vyústí v pohlavní styk („I Believe“). Ve chvíli, kdy Melchior zbavuje Wendlu panenství, Wendla křičí a snese se tma.

### 2. jednání

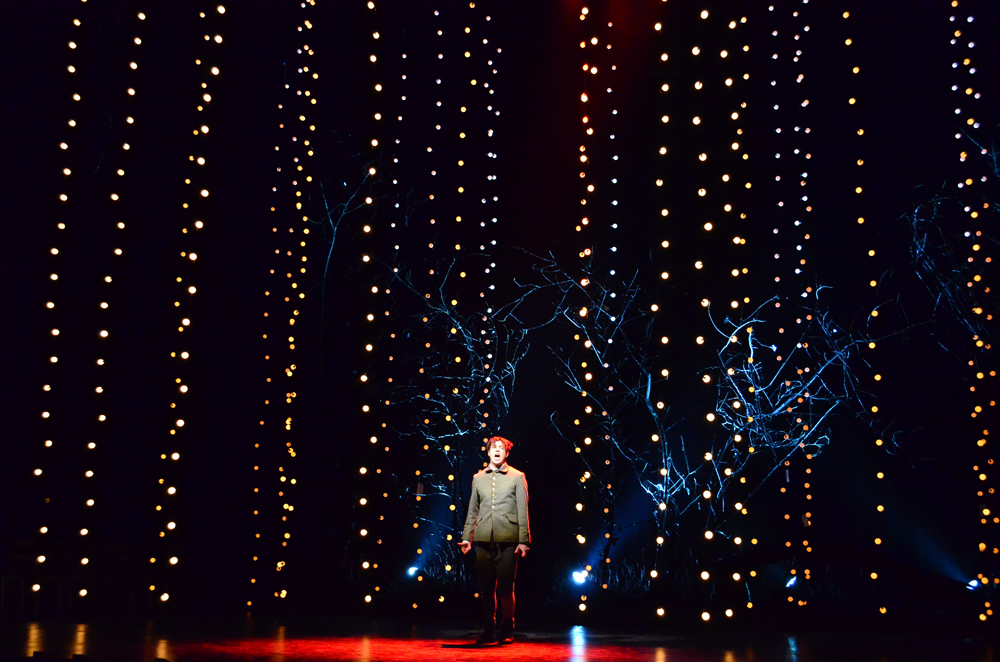
Scéna s písní „Don't Do Sadness“ v uvedení Carnegie Mellon University z roku 2013

Wendla a Melchior se po svém prvním intimním styku baví o tom, co se právě stalo („The Guilty Ones“). Moric, kterého rodiče vyhodili z domova, putuje městem a má v ruce pistoli („Don't Do Sadness“). Potká Elsu, svou dávnou kamarádku z dětství. Elsa je do Morice tajně zamilovaná a řekne mu, že našla útočiště v umělecké kolonii. Společně se baví o vzpomínkách z dětství a „nezapomenutelných časech“ („Blue Wind“). Elsa zve Morice k sobě, aby si dále popovídali o jejich dětství a možná něco víc, Moric to odmítá a Elsa se ho snaží přesvědčit („Don't Do Sadness/ Blue Wind“). Poté, co se téměř políbí a vyznají si své city, Moric najednou vše odmítne. Rozrušená a rozzlobená Elsa odchází. Moric si záhy uvědomí své pravé city k ní a rozmyslí si to. Volá na ni, ale je pozdě. Moric je sám a věří, že se nemá na koho obrátit, a tak páchá sebevraždu.
Na Moricově pohřbu každý z dospívajících (včetně Elsy) hodí květinu na jeho hrob. Melchior běduje nad odchodem svého přítele a přemýšlí nad důvody, které ho vedly ke smrti, včetně jeho špatného vztahu s rodiči („Left Behind“). Ve škole se ředitel a učitel snaží odvést pozornost od smrti Morice, za níž zčásti mohli i oni dva. Prohledávají Moricovy věci a najdou zápisky o sexu, které pro něj sepsal Melchior. Vidí v tom příležitost svalit vinu z Moricovy smrti na Melchiora. Ačkoliv Melchior ví, že za Moricovu smrt nemůže, tak si je vědom toho, že proti nim nemůže bojovat. Melchior je vyloučen ze školy („Totally Fucked“). Na jiném místě se v noci setkává Jenda se svým plachým a citlivým spolužákem Ernstem. Jenda s ním sdílí svůj pragmatický náhled na život a poté ho svede („The Word of Your Body (Reprise)“).
Wendla onemocní a její matka s ní jde k lékaři. Lékař dá Wendle léky a obě dvě ujistí, že Wendla trpí chudokrevností a bude v pořádku. Nicméně poté si bere Wendlinu matku stranou a řekne jí, že Wendla je těhotná. Když se na ní její matka oboří s touto informací, je Wendla v šoku a nechápe, jak se to mohlo stát. Pochopí, že jí matka lhala ohledně toho, kde se berou děti. Ačkoliv je Wendla rozzlobená, že jí matka nic neřekla, tak její matka vinu odmítá a nutí Wendlu prozradit, kdo je otcem dítěte. Wendla jí neochotně ukazuje dopis, který ji Melchior poslal, poté co završili jejich vztah. Wendla přemýšlí o svém stavu a okolnostech, které ji vedly to této obtížné pozice, ale těší se na své dítě („Whispering“). Mezitím se Melchiorovi rodiče hádají ohledně osudu jejich syna. Jeho matka nevěří, že zápisky, které napsal Moricovi, jsou dostatečným důvodem pro vyhození ze školy. Když ale Melchiorův otec řekne své ženě o Wendlině těhotenství, souhlasí, že musí Melchiora poslat pryč, což nakonec také udělají. Zatají před ním skutečnost, že Wendla je těhotná.
Melchior a Wendla udržují kontakt pomocí dopisů, které jim doručuje Elsa. V polepšovně se Melchior dostane do boje s několika chlapci, kteří mu sebrali dopis od Wendly a použijí ho v masturbační hře. Když jeden z chlapců čte dopis nahlas, tak se Melchior konečně dozví o Wendle a dítěti a utíká z budovy, aby ji našel. Když se Melchior dostane do města, pošle zprávu Else, aby vyřídila Wendle, že se s ním má setkat o půlnoci na hřbitově. Elsa ale nemůže nic dělat, protože Melchior „neslyšel o Wendle“. Melchior na hřbitově spatří Moricův hrob a přísahá, že on a Wendla budou vychovávat dítě v soucitném a klidném prostředí. Když Wendla na schůzku stále nepřichází, Melchior se začne cítit nesvůj. Rozhlíží se kolem a uvidí hrob, kterého si dříve nevšiml. Zjistí, že na něm je Wendlino jméno a uvědomí si, že Wendla zemřela při nezdařeném potratu. Melchior je zahlcen šokem a smutkem, vytahuje holicí břitvu a pokouší se sám zabít. Duchové Morice a Wendly vstávají z hrobů a nabízejí mu své síly. Přesvědčí ho, aby dál žil a navždy si uchoval své vzpomínky („Those You've Known“).
Na konci se všichni shromáždí na jevišti. Pod vedením Elsy zpívají o tom, že ačkoliv dospělí mohou mít své zastaralé konzervativní názory, nebude to trvat navěky a že se zasazují semínka nové, liberálně smýšlející a progresivní generace („The Song of Purple Summer“).

## Hudební čísla
1. jednání
- „Mama Who Bore Me“ – Wendla
- „Mama Who Bore Me (Reprise)“ – Wendla a dívky
- „All That's Known“ – Melchior
- „The Bitch of Living“ – Moric, Melchior a chlapci
- „My Junk“ – dívky a chlapci
- „Touch Me“ – dívky a chlapci
- „The Word of Your Body“ – Wendla a Melchior
- „The Dark I Know Well“ – Marta, Elsa a chlapci
- „And Then There Were None“ – Moric a chlapci
- „The Mirror-Blue Night“ – Melchior a chlapci
- „I Believe“ – dívky a chlapci

2. jednání
- „The Guilty Ones“ – Wendla, Melchior, chlapci a dívky
- „Don't Do Sadness“ – Moric
- „Blue Wind“ – Elsa
- „Don't Do Sadness/Blue Wind (Reprise)“ – Moric a Elsa
- „Left Behind“ – Melchior, dívky a chlapci
- „Totally Fucked“ – Melchior a dívky a chlapci (kromě Morice)
- „The Word of Your Body (Reprise 2)“ – Jenda, Ernst, chlapci a dívky
- „Whispering“ – Wendla
- „Those You've Known“ – Moric, Wendla a Melchior
- „The Song of Purple Summer“ – Elsa a všichni

## Obsazení
| Postava      | Původní broadwayské obsazení | Původní obsazení národního turné | Původní londýnské obsazení | Původní obsazení druhého národního turné |
| ------------ | ---------------------------- | -------------------------------- | -------------------------- | ---------------------------------------- |
| Melchior     | Jonathan Groff               | Kyle Riabko                      | Aneurin Barnard            | Christopher Wood                         |
| Wendla       | Lea Michele                  | Christy Altomare                 | Charlotte Wakefield        | Elizabeth Judd                           |
| Moritz       | John Gallagher mladší        | Blake Bashoff                    | Iwan Rheon                 | Coby Getzug                              |
| Ilse         | Lauren Pritchard             | Steffi DiDomenicantonio          | Lucy May Barker            | Courtney Markowitz                       |
| dospělí muži | Stephen Spinella             | Henry Stram                      | Richard Cordery            | Mark Poppleton                           |
| dospělé ženy | Christine Estabrook          | Angela Reed                      | Sian Thomas                | Sarah Kleeman                            |
| Hanschen     | Jonathan B. Wright           | Andy Mientus                     | Jamie Blackley             | Devon Stone                              |
| Georg        | Skylar Astin                 | Matt Shingledecker               | Jos Slovick                | Jim Hogan                                |
| Martha       | Lilli Cooper                 | Sarah Hunt                       | Hayley Gallivan            | Aliya Bowles                             |
| Ernst        | Gideon Glick                 | Ben Moss                         | Harry McEntire             | Daniel Plimpton                          |
| Otto         | Brian Charles Johnson        | Anthony Lee Medina               | Edd Judge                  | George Salazar                           |
| Anna         | Phoebe Strole                | Gabrielle Garza                  | Natasha Barnes             | Rachel Geisler                           |
| Thea         | Remy Zaken                   | Kimiko Glenn                     | Evelyn Hoskins             | Emily Mest                               |

### Obsazení Městského divadla Brno
| Jiří Mach nebo Ondřej Bábor                                | Melchior                                                                                                |
| Lukáš Janota nebo Ján Jackuliak nebo Vojtěch Blahuta       | Moric                                                                                                   |
| Ivana Vaňková nebo Svetlana Janotová nebo Sára Milfajtová  | Wendla                                                                                                  |
| Jakub Uličník nebo Petr Šmiřák nebo Ján Jackuliak          | Otto Majer, Reinhold                                                                                    |
| Radek Novotný nebo Vladimír Řezáč                          | Georg Zimmer                                                                                            |
| Robert Rozsochatecký nebo Lukáš Vlček nebo Jakub Przebinda | Jenda Rilke, Albrecht                                                                                   |
| Aleš Slanina nebo Viktor Polášek nebo Tomáš Novotný        | Ernst                                                                                                   |
| Marta Matějová nebo Johana Gazdíková                       | Thea |
| Klára Šťastná nebo Kateřina Krejčová                       | Anna |
| Tereza Martinková nebo Soňa Jányová nebo Michaela Merklová | Marta                                                                                                   |
| Michaela Horká nebo Hana Holišová                          | Elsa |
| Robert Rozsochatecký nebo Michal Matěj                     | Derek                                                                                                   |
| Sára Milfajtová nebo Michaela Merklová                     | Jenn |
| Lenka Janíková nebo Hana Kováříková                        | Krysta                                                                                                  |
| Irena Konvalinková nebo Jana Musilová                      | Paní Bergmanová, Gaborová, Besselová, Zubatá a Kozáková                                                 |
| Milan Němec nebo Zdeněk Junák                              | Pan Gabor, Stiefel, Rilke, Neumann, Profesor Bolehlav, Kostohryz, Pastor Břicháček, Doktor a Schmidtová |

### Obsazení DJKT Plzeň
Premiéra plzeňského uvedení proběhla dne 31. května 2015. Muzikál se uváděl na Malé scéně Divadla Josefa Kajetána Tyla. Představení mělo derniéru 27. června 2017. Karolina Gudasová za roli Wendly získala Cenu Thálie.
| Pavel Režný                                        | Melchior                  |
| Aleš Kohout nebo Adam Rezner                       | Moric                     |
| Karolina Gudasová nebo Petra Vraspírová            | Wendla                    |
| Lukáš Ondruš                                       | Otto Majer                |
| Jan Fanta                                          | Georg Zimmer              |
| Jozef Hruškoci nebo Aleš Kohout* nebo Adam Rezner* | Jenda Rilke               |
| Richard Pekárek                                    | Ernst                     |
| Lucie Zvoníková                                    | Thea                      |
| Veronika Zelníčková nebo Kateřina Herčíková*       | Anna                      |
| Kateřina Falcová                                   | Marta                     |
| Kateřina Herčíková nebo Eva Staškovičová           | Elsa                      |
| Stanislava Topinková Fořtová                       | profesorka Zubatá a další |
| Radek Antonín Shejbal                              | ředitel Kostohryz a další |

V roce 1984 natočil režisér Jan Berger v překladu a úpravě Heleny Herbrychové pro Československý rozhlas stejnojmennou hru.
| Václav Kopta       | Melchior Gábor    |
| Eduard Cupák       | muž               |
| Marek Tomažič      | Moric Stiefel     |
| Miriam Chytilová   | Vendla Bergmanová |
| Veronika Dostálová | Marta             |